# Aubrey Beardsley
Pour les articles homonymes, voir Beardsley.
Aubrey Vincent Beardsley, né le 21 août 1872 à Brighton et mort le 15 mars 1898  à Menton, est un graveur et illustrateur britannique, souvent associé au mouvement de l’Art nouveau.
Il reste connu pour ses illustrations stylisées et sinueuses en noir et blanc, où l’on perçoit l’influence de l’art japonais et de l'art rococo. Son art, jugé grotesque et décadent par la bonne société de son époque, a plus tard été vu comme une critique de l'hypocrisie de la société victorienne,.

## Biographie

### Jeunesse et éducation
À l’âge de sept ans, Aubrey Beardsley apprend qu’il est atteint de la tuberculose. Il subit sa première attaque à l’âge de neuf ans.
En 1884, sa mère, Ellen Pitt, trop malade pour s’occuper de lui et de sa sœur Mabel, les envoie chez une tante proche. C’est à partir de cette année qu’Aubrey Beardsley assiste aux cours de la Bristol Grammar School pendant quatre ans.
En 1889 il travaille comme employé dans un bureau d’assurance à Londres, mais, las de cette profession, il quitte ce milieu pour rejoindre celui de l’art.
Sa carrière en tant qu'artiste débute à la suite de sa rencontre avec le peintre préraphaélite Edward Burne-Jones en 1891 chez lequel il rencontre Oscar Wilde, qui l'oriente vers la Westminster School of Art que Beardsley intègre en 1892 et où il suit l'enseignement du professeur Frederick Brown,.
Au début de l'année 1893, ayant apporté ses illustrations à Paris, il y est, d'après une lettre envoyée à Scotson-Clarke cette année, « très encouragé par Puvis de Chavannes ».

### Cinq années de carrière: 1893-1897
Beardsley voit son style rencontrer un certain succès dès qu’il atteint l’âge de vingt ans, alors qu’il n’aura reçu qu’une formation succincte aux cours du soir de la Westminster School of Art.
Il fait ses débuts d'illustrateur en 1893 en se confrontant à un travail colossal pour un jeune artiste, à savoir les cinq cents vignettes et illustrations pour Le Morte d'Arthur de Sir Thomas Malory, publié par J. M. Dent.
En avril 1893 paraît le premier numéro de la revue The Studio, dont Beardsley réalise la couverture. L’illustrateur collabore par ailleurs à The Idler.

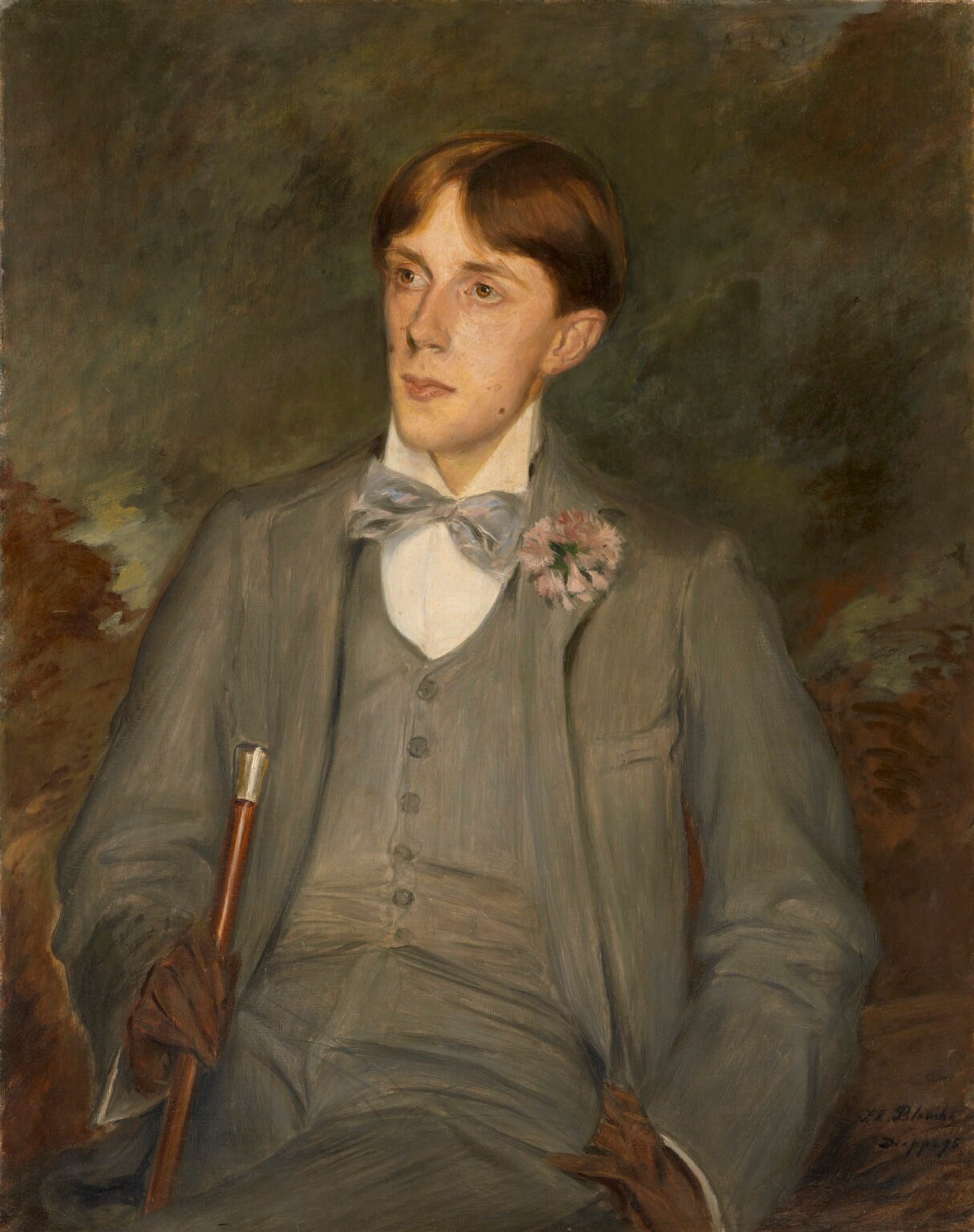
Beardsley, portrait par Jacques-Émile Blanche, 1895, National Portrait Gallery, Londres.

Contemporain d’Oscar Wilde, Beardsley réalise pour celui-ci des dessins en 1893 pour la version traduite en anglais de sa pièce Salomé publiée en 1894. Le succès est à la hauteur du scandale. Les deux esthètes se nouent d'amitié bien que leurs personnalités ne semblent pas s'accorder. Si les deux artistes sont scandaleux, Wilde reproche à Beardsley d'être trop paresseux dans son approche de l'art. Tandis que Wilde dévoue sa vie à la littérature et au théâtre, Beardsley est plus superficiel : il ne vit pas pour l'art mais en est simplement l'un des actionnaires. À plusieurs reprises, Wilde, pince-sans-rire notoire, se moque publiquement de Beardsley. À la fin de la vie d'Aubrey Beardsley, ce dernier et Wilde ne se fréquentent que par tiers interposé.
Dandy et moderniste, Beardsley devient célèbre pour avoir fondé en 1894, avec la maison d'édition The Bodley Head, une revue-livre au format innovant intitulée The Yellow Book, dont il sera le directeur artistique des cinq premiers volumes avant que, associé à tort au scandale du procès d'Oscar Wilde, il ne soit renvoyé de son poste, en avril 1895, un an après la parution du premier numéro, par l'un des éditeurs, John Lane.
À la suite de cet événement Beardsley est approché par Leonard Smithers pour créer une revue concurrente, The Savoy. Il participe activement à cette revue, dont il est le directeur artistique, et y publie ses dessins mais aussi des textes. En effet, il est l'auteur d'un roman unique, The Story of Venus and Tannhäuser: Under The Hill. Beardsley commence la rédaction de ce roman baroque et érotique en 1892 et en publie les cinq premiers chapitres (sur dix) avant d'arrêter à cause de sa maladie. En 1895, il arrête définitivement l'écriture, laissant inachevé ce récit librement inspiré d'un opéra de Wagner dont il appréciait particulièrement la musique. De plus, après sa participation aux trois premiers numéros, il cesse de collaborer à The Savoy dont la parution est arrêtée en 1896.
Son plus grand succès[réf. nécessaire] est certainement le somptueux travail qu'il accomplit pour La Boucle de cheveux enlevée d'Alexander Pope en 1896 et Mademoiselle de Maupin de Théophile Gautier.

### Mort
De confession anglicane, Aubrey Beardsley suit l'exemple de sa sœur Mabel et, sous la tutelle d'André Raffalovitch, se convertit au catholicisme, peu de temps avant sa mort. Il ordonne aussi à Smithers de brûler ses dessins érotiques et scandaleux, mais celui-ci ne le fera pas.
Venu dans le Sud de la France pour y soigner sa tuberculose, il meurt à Menton dans la nuit du 15 au 16 mars 1898 à l’âge de 25 ans.

## Univers proches et postérité

### Edward Burne-Jones
Edward Burne-Jones a une influence importante sur l’art de Beardsley dans le début de sa carrière. Il est d’ailleurs assez clair que les dessins que Beardsley a présentés à Burne-Jones en 1891 étaient des imitations de son style. On peut encore voir cette influence dans les illustrations qu’il réalise pour Le Morte d’Arthur, mais il s’en éloignera peu à peu.

### Whistler
Aubrey Beardsley est très influencé par l'art de Whistler qui l'éloigne de l'influence médiévale de Burne-Jones et cela bien avant qu'il ne le rencontre, par l'intermédiaire de ses œuvres comme Harmonie en bleu et or : la salle aux paons par exemple dont le style japonisant plait à Beardsley. Les motifs de La jupe-paon qu'il réalise pour illustrer Salomé seraient directement inspirés de ceux de Whistler,.

### Un style imité et inspirant
On retrouve le trait et l'univers de Beardsley chez beaucoup d'artistes autour des années 1900-1920. Citons par exemple William Thomas Horton, H.S. Ciolkowski, les premières esquisses d'Edward Gordon Craig, Franz von Bayros, Alastair, Austin Osman Spare, Alan Odle, John Archibald Austen, Harry Clarke, Kay Nielsen.

## Galerie

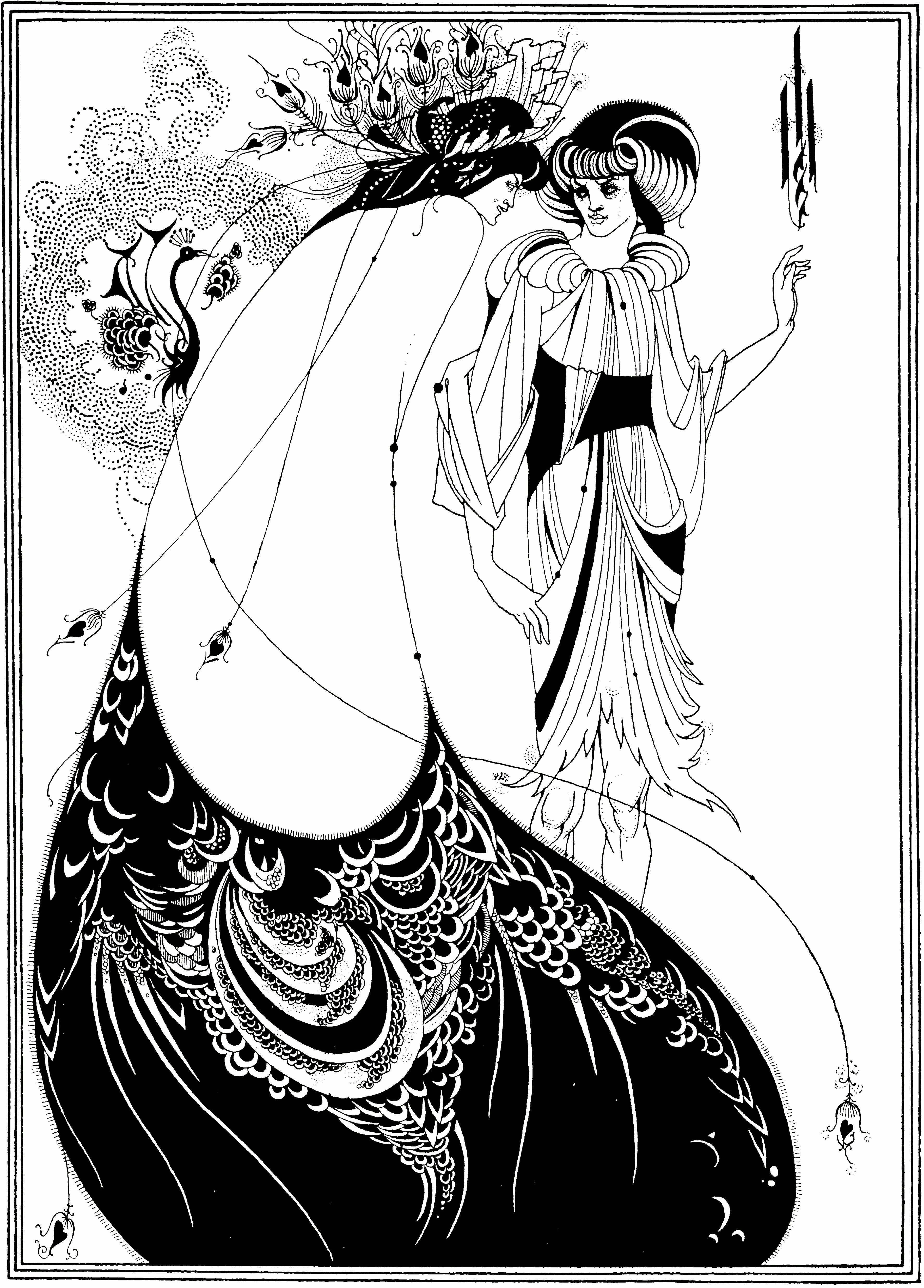
La jupe-paon Illustration pour Salomé d'Oscar Wilde (1893-1894).
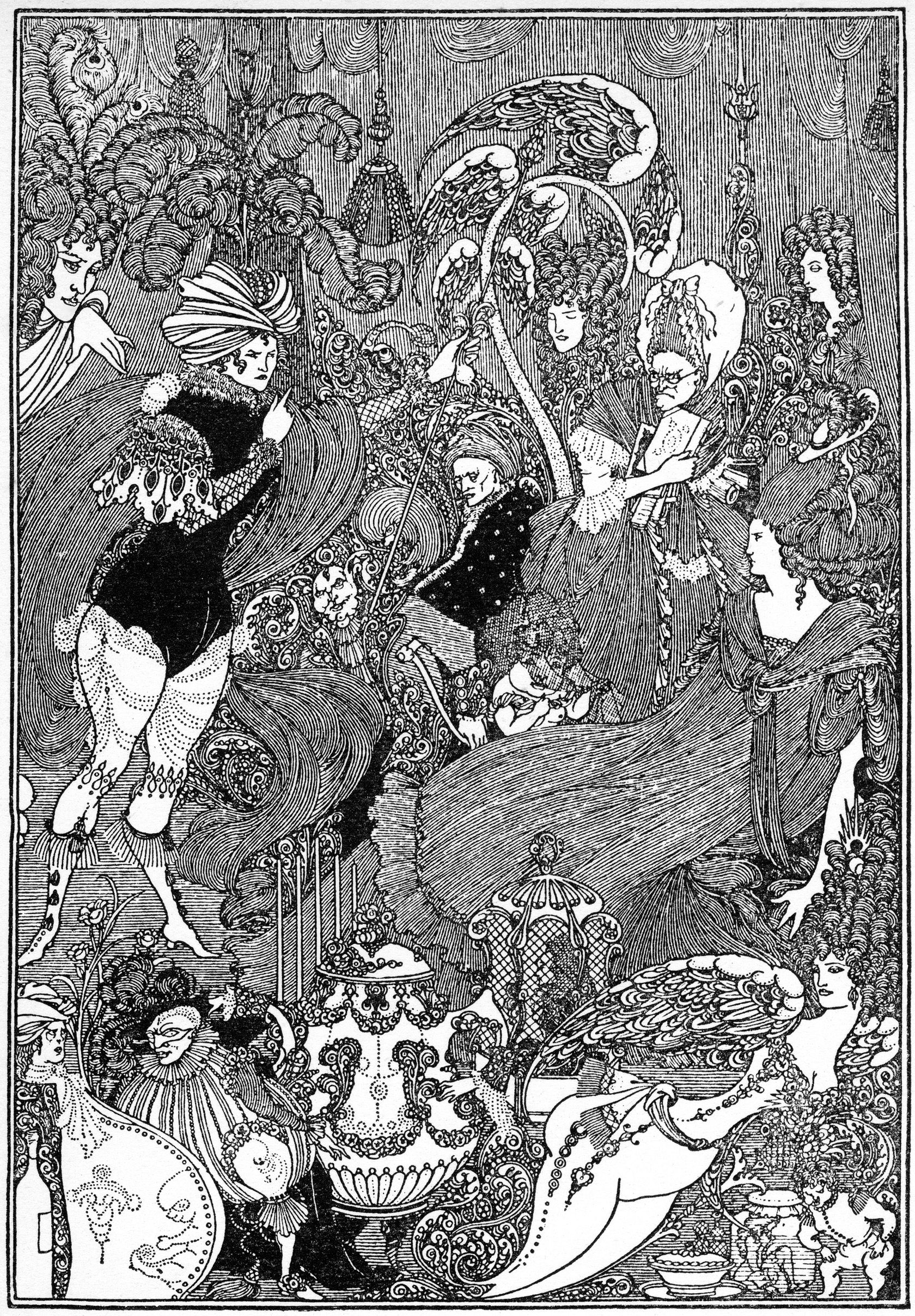
La Caverne du spleen Illustration pour The Rape of Lock d'Alexander Pope (1896).
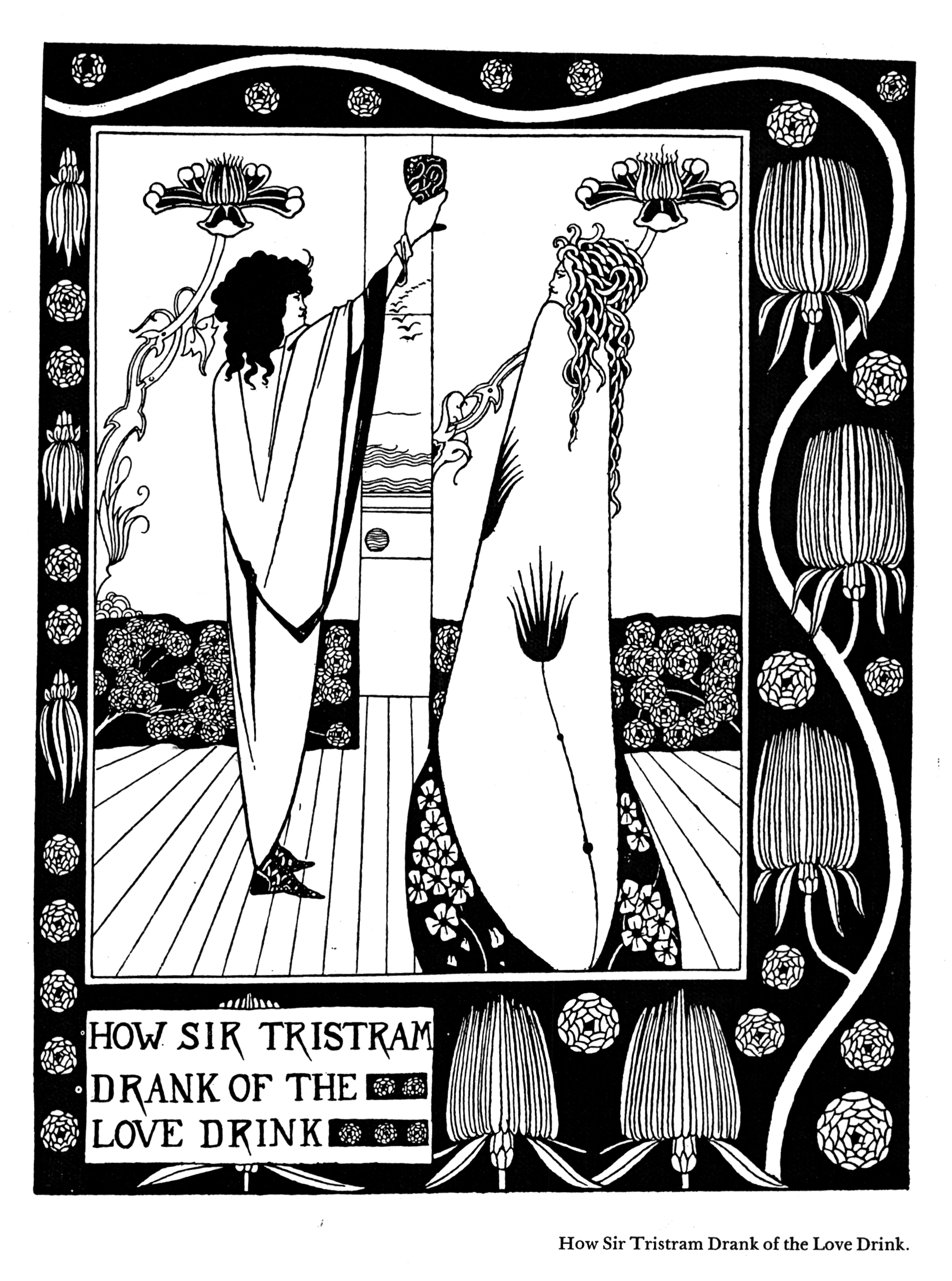
How Sir Tristram Drank of the Love Drink
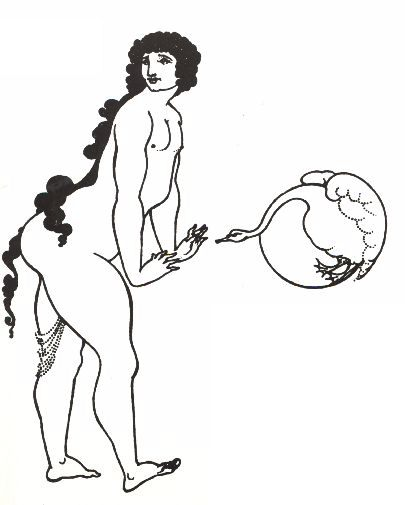
La Danse du cygne de Bathyllus Le danseur Bathyllus fut selon Horace l'amant de Polycrate et d'Anacréon (1894).
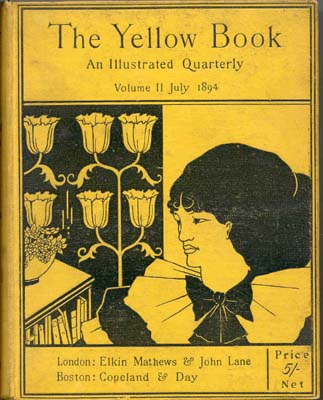
The Yellow Book Dessin de couverture par Aubrey Beardsley (1894).
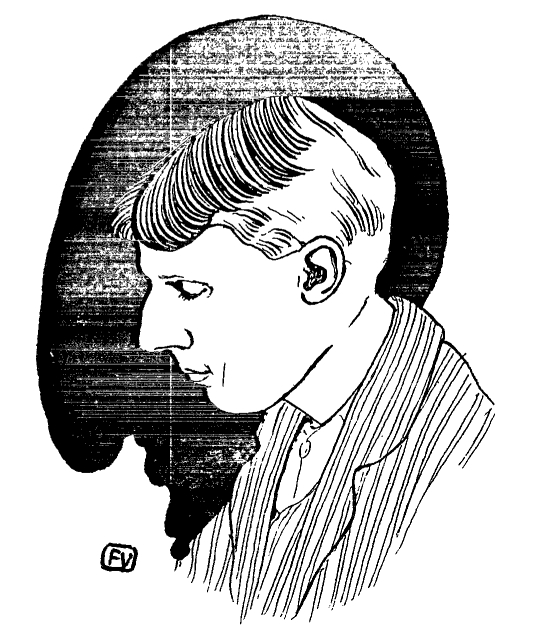
Aubrey Beardsley Portrait par Félix Vallotton (1898).

#### Sources primaires
- Beardsley Aubrey, Under the Hill, and Other Essays in Prose and Verse, Londres / New York, John Lane, 1904.
- Beardsley Aubrey, An Issue of Five Drawings Illustrative of Juvenal and Lucarn, Londres, Leonard Smithers, 1906.
- Beardsley Aubrey, The Story of Venus and Tannhäuser, Londres, For Private Circulation, 1907. [lire en ligne (page consultée le 22 octobre 2024)]
- Beardsley Aubrey, Cornette Arthur H. (trad.), Blanche Jacques-Émile (préface), Sous la colline, Paris, H. Floury, 1908.
- Mourey Gabriel, « Aubrey Beardsley », dans Georges Moreau (dir.), Revue encyclopédique : recueil documentaire universel et illustré, Paris, Larousse, 1898, p. 520-521. [lire en ligne (page consultée le 22 octobre 2024)]
- King Arthur W., An Aubrey Beardsley Lecture, Londres, R. A. Walker, 1924.
- Marillier Henry C., The Early Work of Aubrey Beardsley, Londres, John Lane, 1899.
- Ross Robert, Aubrey Beardsley, Londres, The Bodley Head / New York, J. Lane, 1909.
- Symons Arthur, The Art of Aubrey Beardsley, New York, Boni & Liveright, 1918.
- Wilde Oscar, Salomé, tragédie en un acte, Paris, Librairie de l’art indépendant / Londres, E. Mathews et J. Lane, 1893. [lire en ligne (page consultée le 22 octobre 2024)]
- Wilde Oscar, Douglas Alfred (trad.), Salome, a Tragedy in One Act, Londres, The Bodley Head / New York, J. Lane, 1907. [lire en ligne (page consultée le 22 octobre 2024)]

#### Sources secondaires
- Benkovitz Miriam J., Aubrey Beardsley, an Account of his Life, New York, Putnam, 1980.
- Brophy Brigid, Beardsley and his World, Londres, Thames & Hudson, 1976.
- Calloway Stephen, Aubrey Beardsley, Londres, V&A Publications, 1998.
- Calloway Stephen et Corbeau-Parsons Caroline (dir.), Aubrey Beardsley [cat. exp. Londres, Tate Britain, 4 mars - 25 mai 2020 ; Paris, musée d'Orsay, 16 juin - 13 septembre 2020], Londres, Tate Publishing, 2020.
- Dechorgnat Emma, Aubrey Beardsley et la France, mémoire de recherche sous la direction de Frédéric Ogée, Paris, École du Louvre, 2021.
- Desmarais Jane H., The Beardsley Industry. The Critical Reception in England and France. 1893-1914, Brookfield, Ashgate, 1998.
- John Duncan, Good W. G., Maas Henry (dir.), The Letters of Aubrey Beardsley, Londres, Cassell, 1971.
- Fletcher Ian, Aubrey Beardsley, Boston (Mass.), Twayne Publishers, 1987.
- Marsh Jan, Aubrey Beardsley: Decadence & Desire, Londres, V&A / Thames & Hudson, 2020.
- Raby Peter, Aubrey Beardsley and the Nineties, Londres, Collins & Brown, 1998.
- Reade Brian, Aubrey Beardsley, New York, Bonanza Books, 1967.
- Snodgrass Chris, Aubrey Beardsley: Dandy of the Grotesque, New York, Oxford University Press, 1995.
- Stead Evanghelia, « Jarry / Beardsley », L’Étoile-Absinthe. Les Cahiers iconographiques de la société des amis d’Alfred Jarry, automne 2002, pp. 5-67. [lire en ligne (page consultée le 30 juillet 2020)]
- Stead Evanghelia, Grotesque and Performance in the Art of Aubrey Beardsley, Cambridge (Royaume Uni), Open Book Publishers, 2024. [lire en ligne (page consultée le 22 octobre 2024)]
- Sturgis Matthew, Aubrey Beardsley: A Biography, Harper Collins, 1998.
- Timpano Nathan J., « ‘His Wretched Hand’: Aubrey Beardsley, the Grotesque Body, and Viennese Modern Art », Art History, vol. III, n°3, juin 2017, pp. 554-581. [lire en ligne (page consultée le 20 février 2020)]
- Weintraub Stanley, Beardsley: A Biography. New York, Braziller, 1967.
- Wilson Simon, Beardsley, Oxford, Phaidon, 1983.
- Wilson Simon et Zatlin Linda G. (dir.), Aubrey Beardsley: A Centenary Tribute [cat. exp. Kanagawa, Kawasaki City Museum, 21 février - 5 avril 1998 ; Wakamaya, Museum of Modern Art, 11 avril -10 mai 1998 ; Gunma, Museum of Modern Art, 27 juin - 26 juillet 1998], Londres, Tate Gallery, 1998.
- Zatlin Linda G., Aubrey Beardsley and Victorian Sexual Politics, Oxford, Clarendon Press, 1990.
- Zatlin Linda G., Beardsley, Japonisme, and the Perversion of the Victorian Ideal, New York, Cambridge University Press, 1997.
- Zatlin Linda G., Aubrey Beardsley: a Catalogue Raisonné, 2 tomes, New Haven, Yale University Press, 2016.